# David Kannemeyer
David Charles Kannemeyer (ur. 8 lipca 1977 w Kapsztadzie) – południowoafrykański piłkarz grający na pozycji lewego obrońcy.

## Kariera klubowa
Karierę piłkarską Kannemeyer rozpoczął w rodzinnym Kapsztadzie, w klubie Cape Town Spurs. W 1995 roku zadebiutował w jego barwach w pierwszej lidze Republiki Południowej Afryki, a od 1997 roku występował w nim w rozgrywkach nowo powstałej ligi Premier Soccer League. W 1999 roku klub zmienił nazwę na Ajax Kapsztad. W 2000 roku zawodnik zdobył z nim Rothmans Cup, a w 2001 roku odszedł do duńskiego Lyngby Boldklub, ale rozegrał w nim tylko 2 spotkania w lidze duńskiej.
Latem 2001 Kannemeyer wrócił do RPA i został zawodnikiem Kaizer Chiefs z Johannesburga. W 2004 i 2005 roku wywalczył z nim swoje pierwsze w karierze tytuły mistrza kraju. Osiągnął także sukces na arenie międzynarodowej – w 2001 roku zdobył Puchar Zdobywców Pucharów (1:1, 1:0 w finale z angolskim Grupo Desportivo Interclube). W 2005 roku odszedł z Kaizer Chiefs do Mamelodi Sundowns. Z klubem tym, podobnie jak z Kaizer Chiefs, dwukrotnie został mistrzem RPA – w latach 2006 i 2007.
W połowie 2008 roku Kannemeyer zmienił klub i przeszedł z Mamelodi Sundowns do Supersport United. W 2009 i 2010 roku wywalczył z nim swoje piąte i szóste mistrzostwo kraju w karierze.
| Sezon   | Klub              | Kraj              | Rozgrywki      | Mecze | Bramki |
| ------- | ----------------- | ----------------- | -------------- | ----- | ------ |
| 1995    | Cape Town Spurs   | Południowa Afryka | NSL            | 8     | 2      |
| 1996    | Cape Town Spurs   | Południowa Afryka | NSL            | 34    | 3      |
| 1997/98 | Cape Town Spurs   | Południowa Afryka | Premier League | 43    | 6      |
| 1998/99 | Cape Town Spurs   | Południowa Afryka | Premier League | 33    | 4      |
| 1999/00 | Ajax Kapsztad     | Południowa Afryka | Premier League | 35    | 3      |
| 2000/01 | Ajax Kapsztad     | Południowa Afryka | Premier League | 31    | 0      |
| 2000/01 | Lyngby BK         | Dania             | Superligaen    | 2     | 1      |
| 2001/02 | Kaizer Chiefs     | Południowa Afryka | Premier League | 10    | 0      |
| 2002/03 | Kaizer Chiefs     | Południowa Afryka | Premier League | 14    | 2      |
| 2003/04 | Kaizer Chiefs     | Południowa Afryka | Premier League | 17    | 1      |
| 2004/05 | Kaizer Chiefs     | Południowa Afryka | Premier League | 0     | 0      |
| 2005/06 | Mamelodi Sundowns | Południowa Afryka | Premier League | 25    | 1      |
| 2006/07 | Mamelodi Sundowns | Południowa Afryka | Premier League | 14    | 0      |
| 2007/08 | Mamelodi Sundowns | Południowa Afryka | Premier League | 6     | 0      |
| 2008/09 | Supersport United | Południowa Afryka | Premier League | 11    | 0      |
| 2009/10 | Supersport United | Południowa Afryka | Premier League | 13    | 0      |
| 2010/11 | Supersport United | Południowa Afryka | Premier League | 15    | 0      |

## Kariera reprezentacyjna
W reprezentacji Republiki Południowej Afryki Kannemeyer zadebiutował 23 kwietnia 2000 roku w wygranym 1:0 meczu eliminacji do Mistrzostw Świata 2002 z Lesotho. W 2002 i 2004 roku był w kadrze RPA na Puchar Narodów Afryki 2002 i Puchar Narodów Afryki 2004, jednak na obu był rezerwowym i nie rozegrał żadnego spotkania. Od 2000 do 2006 roku wystąpił w kadrze narodowej 15 razy.